# Mira Schendelová
Mira Schendelová (nepřechýleně Mira Schendel; 7. června 1919 Curych, Švýcarsko – 24. července 1988 São Paulo, Brazílie) byla brazilská malířka, básnířka a sochařka švýcarského původu, jedna z nejvýznamnějších a nejoriginálnějších umělkyň Latinské Ameriky druhé poloviny 20. století.

## Život
Narodila se jako Myrrha Dagmar Dubová ve švýcarském Curychu do středostavovské rodiny. Otec Karl Leo Dub byl německy mluvící Žid českého původu, matka Ada Saveria Büttnerová pocházela z židovsko–křesťanské italské rodiny. Na žádost své matky byla pokřtěna v katolickém kostele a byla vychována v římskokatolické víře. Po rozvodu rodičů prožila dětství a dospívání v Miláně. Původně studovala umění, ale koncem roku 1936 zahájila studium filozofie na Katolické univerzitě Nejsvětějšího Srdce. Po přijetí rasových zákonů ve fašistické Itálii byla označena za etnickou Židovku, zbavena italského občanství a nucena opustit univerzitu. V roce 1939 se rozhodla odejít z Itálie a přes Švýcarsko a Rakousko se dostala Sarajeva, kde strávila celou válku. V roce 1946 se vrátila do Itálie se svým prvním manželem, Chorvatem Josepem Hargesheimerem a pracovala pro Mezinárodní organizaci uprchlíků v Římě. V srpnu 1949 spolu emigrovali do Brazílie.
Usadili se v Porto Alegre, kde Mira začala malovat a vyrábět keramické sochy. Byla umělec–samouk, věnovala se také psaní poezie a zajímala se o filosofii a náboženství, především orientální. Zúčastnila se 1. mezinárodního bienále pořádaného v São Paulu roku 1951, což jí poskytlo kontakt se zahraničními umělci a vstup do národního výtvarného společenství. Stala se plodnou modernistickou malířkou a sochařkou.
V roce 1953 se s manželem rozešla a přestěhovala se do São Paula. Tam našla kruh emigrantských intelektuálů z různých oborů, s nimiž mohla diskutovat o estetice a filozofii. Patřil mezi ně mimo jiné filozof českého původu Vilém Flusser, fyzik Mário Schenberg a psychoanalytik Theon Spanudis, se kterými ji spojovala témata exilu, vykořenění, bariér, které jazyk a kultura mohou mezi lidmi vytvořit. V roce 1954 se seznámila s Knutem Schendelem, německým emigrantem a majitelem významného knihkupectví Canuto, které bylo centrem intelektuálů v São Paulu. V roce 1957 se jim narodila dcera Ada Clara a v březnu 1960 se vzali. Od té doby používala jméno Mira Schendelová. V letech 1957 až 1960 neprodukovala žádná významná díla a nezúčastnila se žádných výstav.
Aktivní uměleckou činnost obnovila začátkem šedesátých let. V São Paulu žila a tvořila až do své smrti. Její dílo čítá téměř 4000 položek. Zemřela ve věku šedesáti devíti let v roce 1988 na rakovinu plic.
Posmrtně byla její díla vystavena na mnoha výstavách v Brazílii i v cizině a v roce 1994 jí byla na 22. mezinárodním bienále v São Paulu věnována zvláštní místnost. V roce 1997 daroval obchodník s uměním Paulo Figueiredo velké množství děl Miry Schendelové Muzeu moderního umění v São Paulu. V Evropě začalo být její jméno šířejí známé až od roku 2013, kdy byla uspořádána retrospektivní výstava její tvorby v Tate Modern v Londýně.

## Dílo

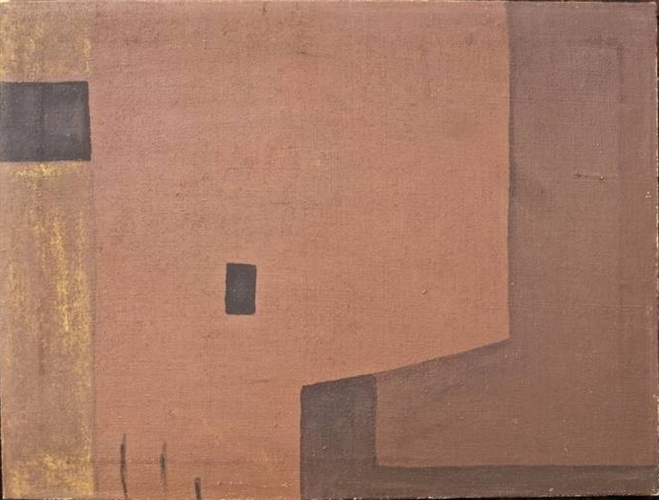
Bez názvu (1956)

Stýkala se s intelektuály, filozofy a básníky a prostřednictvím svého umění zkoumala jejich teorie a myšlenky. Její bohatá korespondence odhaluje její intenzivní zájem o teologii, metafyziku, filosofii a zenový buddhismus. Za použití jazyka, hlasu, slova gest tvořila kresby, monotypy, olejomalby, akvarely i trojrozměrné objekty a zkoumala, jak rozumíme jeden druhému a světu kolem nás prostřednictvím různých komunikačních prostředků. Její umění má své zdroje ve filosofii, teologii, v mystickém myšlení a četbě Wittgensteinových spisů. Pocit, že je outsider, zbavený kořenů, byl hnací silou jejího uměleckého vyjádření. Ve své tvorbě se vždy hluboce zabývala pojmy území a domova, identity, jazyka a náboženství.
Obrazy z poloviny roku 1950 zobrazují mělké povrchy, zjednodušenou figuraci a tlumené tóny. Raná figurativní díla byla inspirována uměním Giorgia Morandiho. Čelně viděné hlavy, malá zátiší s řadou předmětů. Přestože byly tyto práce provedeny inkoustem a akvarelem na papíře, mají silný smysl pro texturu. Postupně přešla ke geometrickému druhu abstrakce, i když se stále intenzivně zabývala problémy textury. Pracovala s levnými materiály, protože byla příliš chudá na to, aby si mohla koupit pořádné barvy, a tak používala levné kombinace s mastkem a cihlovým prachem. Její kuchyňský stůl sloužil jako ateliér. V letech 1954 až 1956 malovala celoplošné obrazy v ponurých tónech, jako je šedá a okrová, z hutné a neprůhledné hmoty, temperou nebo olejem na dřevo nebo plátno.

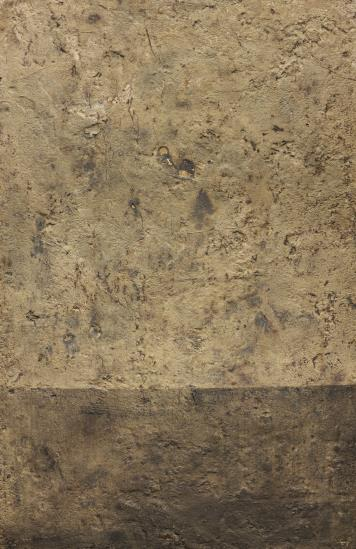
Bez názvu (1956)

Šedesátá léta jsou obdobím intenzivní a pestré produkce. V prvních letech se věnovala především malbě, technikám míchání a používání různých podkladů a materiálů, jako je omítka, cement, písek a hlína, s nimiž získávala hutné povrchy. Radikálnější podobu získala její práce na začátku 60. let sérií Pinturas matéricas, když hustý povrch malby narušila různými geometrickými tvary. Na počátku roku 1960 obdržela Schendelová jako dar od Mária Schenberga balíček rýžového papíru. V letech 1962 až 1964 vytvořila cyklus s názvem Embroidery, který obsahoval několik desítek kreseb provedených „ecoline“ (tekuté, průsvitné pigmenty, jejichž účinky jsou srovnatelné s akvarelem), na částečně navlhčený rýžový papír. Aby dosáhla texturovaného povrchu, použila olejové i temperové barvy a smíchala je s různými materiály, jako je písek, polymer, červená země regionu São Paulo. V sérii Untitled (Bez názvu, 1963) pracovala i se sádrou.
V roce 1964 začala používat rýžový papír k vytváření monotypových kreseb zvláštní metodou mezi kresbou a grafikou. Papír pokládala na skleněné podložky pokryté olejovou barvou a mastkem. Potom pomocí nehtů nebo tupého hrotu kuličkového pera škrábala čáry a tvary skrz mastek do barvy. Vlastnosti rýžového papíru umožnily, aby kresba zcela pronikla podložkou. Tyto práce se skládaly zpočátku z minimálních čar a následně se v nich objevovaly kaligrafické a poté typografické znaky. V těchto pracích nejprve kombinovala více jazyků, používala slova a fráze ze svých hlavních jazyků, které ovládala – italštiny, němčiny a portugalštiny, ale také přidávala slova ve francouzštině, angličtině, chorvatštině a češtině. V letech 1964 až 1966 vytvořila Schendelová téměř dva tisíce kreseb na jemném rýžovém papíře. Některé z monotypů byly jako cyklus Objetos graficos (Grafické objekty, 1967) představeny na Bienále v Benátkách v roce 1968. Listy papíru byly uspořádány do překrývajících se mřížek vtlačených mezi dva kusy plexiskla a zavěšené na strop, čímž vznikly volně se vznášející objekty. Monotypy bylo možné pozorovat z obou stran se stejnou zřetelností. Spojení kresby a sochy mění vztah mezi divákem a dílem: „Umožňuje kruhové čtení s texty jako nepohyblivým středem a čtenářem v pohybu,“ vysvětlila Schendelová svůj záměr. Od kaligrafie přešla Schendelová k typografii a také ke koláži. Neortodoxním způsobem používala písmena – jako grafické znaky – zbavovala je jejich funkce a nutila diváka čelit poněkud neobvyklé plastické situaci. Spekulovala o stovkách formálních možností s různými typy abeced, trvala na určitých písmenech.
Rýžový papír použila také jako autonomní médium pro své sochařské práce. V sérii Droguinhas (Malé nic, 1965–68) kroucením, uzlováním a splétáním čistých listů napodobovala akt tkaní a vytvořila předměty, jejichž struktura sahá od hustých svazků uzlů až jemné po krajkové vzory. Tím, že okraje se časem začnou třepit a rozpadat, vzniká při opakovaném pohledu jakoby nový umělecký objekt. Flexibilita formy se převádí do flexibility významu, z objektu se stává střídavě například šátek, paruka nebo závoj. Práce Miry Schendelové však nebyla motivována pouze hledáním pomíjivosti. Pomíjivý umělecký předmět musel být doprovázen významem, který přetrvává a je divákem akceptován. V tomto ohledu byla Mira Schendelová jedním z mnoha umělců konce 70. let, kteří rozvinuli myšlenku účasti veřejnosti na tvůrčím procesu. Trenzinho (Malý vlak, 1965) je řada papírů visících na nylonové niti, která protíná náš vlastní prostor a tvoří obrazně malý vláček.
Ve svém díle se často vracela k náboženství a jeho roli v životě člověka i společnosti. V roce 1969 vystavovala na bienále v São Paulu instalaci Ondas paradas de probabilidade – Antigo Testamento, Livro dos Reis, 1, 19  (Tiché vlny náhody– Starý zákon, 1.Kniha králů 19). Skládala se ze série stovek nylonových vláken, visících ze stropu jako jemné paprsky světla nebo kapky v silné bouři, a doprovázel ji verš z Knihy králů. Dílo bylo kritickým komentářem k represivní kulturní politice tehdejší diktatury v Brazílii. V roce 1975 Schendelová vytvořila dílo nazvané Homenagem a Dio – pai do Ocidente ( Pocta Bohu – otci Západu ), sérii 16 číslovaných listů papíru s napsanými biblickými frázemi v portugalštině, němčině a italštině zavěšené vedle provokativních textů napsaných sprejem. Je vyjádřením krize víry.
Počátkem sedmdesátých let v sériích Cadernos (Sešity) a Datiloscritos (Inkoust na papíře) se krátce vrátila k experimentům s písmem na rýžovém papíře. Vyrobila jich přes 150, většinou právě v roce 1971. Během následujících pěti let (1975–1980) Mira Schendelová pracovala na některých prvcích, které se již objevily v jejích dřívějších cyklech. Nejznámější jsou Japonské dokumenty (1975–80), Krajiny (1978–79) a Trojúhelníky (1979–80).
Poslednímu období od roku 1979 až do roku před její smrtí dominuje geometrie. Zahrnuje rozsáhlou sérii Temper. Malby na plátně nebo dřevě (dvě nebo tři pole barvy doplňuje drobná ozdoba z plátkového zlata) jí přinesly jediný komerční úspěch. Dalšími cykly jsou černobílé Dokumenty (1986) na japonském papíře a Sarrafos (Latě), trojrozměrná díla, jejichž základem je bíle natřená dlouhá dřevěná deska, na které je umístěn černý kus dřeva čtvercového tvatru. Dřevo je odděleno od podpěry a vytváří skutečnou trojrozměrnou strukturu.